# 分數階控制
分數階控制（Fractional-order control，簡稱FOC）是利用分數階積分作為控制系統設計工具的控制理論。
分數階控制主要的好處是分數階的積分器會利用隨時間长尾遞減的函數，針對歷史進行加權。每一次的控制演算法迭代都會計算所有時間下的影響。因此會有「時間常數的分佈」效果，系統沒有特定的時間常數或是共振頻率。
分數階積分算子{\displaystyle {\frac {1}{s^{\lambda }}}}不同於任何整數階的有理傳遞函數 {\displaystyle {G_{I}}(s)}，分數階積分算子是非局部算子，有無限長度的記憶，而且會考慮輸入信號的所有歷史資訊。
分數階控制適合用在許多傳統控制會出現過沖及共振的場合，也包括像散热及化學混合等時間擴散應用。分數階控制也可以抑制數學模型（例如肌肉血管模型）中的混沌特性。